# 地球!夢の楽園紀行〜fishing traveler〜
『地球!夢の楽園紀行〜fishing traveler〜』（ちきゅう ゆめのらくえんきこう フィッシング・トラベラー）は、BS-TBSで、毎週月曜日の23:00 - 23:30に放送されていた釣りを中心とした紀行番組である。南太平洋の楽園 Fishing Travelerの後継番組として、2008年1月7日に放送開始し、2011年3月28日に番組が終了した。番組終了後は、同じスタッフによる「夢釣行〜一魚一会の旅〜」という後継番組をBS日テレで放送している。また、2012年5月7日にVanquishのプロモーションとして「素晴らしい地球 world fishing traveler」がシマノTVで配信された。

## 番組の歴史

### 2008年1月7日- 2010年9月27日
南太平洋の楽園 Fishing Travelerから引き続き2010年6月28日放送分まではシマノがスポンサーを行っていたが、2010年7月5日放送分からは、シマノがスポンサーから降り、代わりにマルキューがスポンサーとなった。
番組の内容は世界各地の巨大魚を相手に釣りをする番組である。番組は前編・後編に分かれており、月の前半に前後編の放送をし、月の後半に再放送を行うというスタイルであった。
出演者もシマノが提供をしていたころは、シマノと契約した釣り人が登場し、村田基、田辺哲男、里見栄正、福井健三郎、児島玲子、堀田光哉、細山長司、日置淳、藤井魚聖、永井裕策などが出演していた。
なお、シマノが提供していた2010年6月28日放送分まではシマノTVで配信されているが、マルキューが提供していた2010年7月5日から2010年9月13日分までは2013年2月26日現在オンライン配信はされていない。

### 2010年10月4日- 2011年3月28日
2010年10月4日放送分からスポンサーがタックルベリーに変わり、10月18日放送分からはオーナー針もスポンサーに加わった。
実質月2回だった放送も、再放送が無くなり月4回放送することになったが、放送内容は大きく変わり、日本国内の釣りが多くなり、また、釣りを職業としている人の生き様や釣りを通してできた仲間などに焦点を当てた番組作りとなった。
2010年10月4日放送分からはOWNER MOVIEで配信されている。
放送終了後は、2011年4月4日より、同じスタッフで、オーナー針提供の「夢釣行〜一魚一会の旅〜」という後継番組を放送している。

## 放送リスト
|    |      | 放送日                            | タイトル                                                                     | 対象魚                                     | 場所                               | 出演者                         | 備考              |
| -- | ---- | --------------------------------- | ---------------------------------------------------------------------------- | ------------------------------------------ | ---------------------------------- | ------------------------------ | ----------------- |
| 1  | 前編 | 2008年1月7日 2008年1月21日(再)    | 母なる大地アフリカ・ケニア深遠の海で夢に挑む！                               | ロウニンアジ                               | ケニア                             | 福井健三郎、辺見哲也           |                   |
| 1  | 後編 | 2008年1月14日 2008年1月28日(再)   | 母なる大地アフリカ・ケニア深遠の海で夢に挑む！                               | ロウニンアジ                               | ケニア                             | 福井健三郎、辺見哲也           |                   |
| 2  | 前編 | 2008年2月4日 2008年2月18日(再)    | 児島玲子・バヌアツ釣り紀行南太平洋の魅惑に惹かれて                           | ロウニンアジ・キハダマグロ・バショウカジキ | バヌアツ共和国                     | 児島玲子                       |                   |
| 2  | 後編 | 2008年2月11日 2008年2月25日(再)   | 児島玲子・バヌアツ釣り紀行南太平洋の魅惑に惹かれて                           | ロウニンアジ・キハダマグロ・バショウカジキ | バヌアツ共和国                     | 児島玲子                       |                   |
| 3  | 前編 | 2008年3月3日 2008年3月17日(再)    | 北の楽園・北海道 厳寒の釣り旅情                                              | サクラマス                                 | 北海道                             | 菅原正志                       |                   |
| 3  | 後編 | 2008年3月10日 2008年3月24日(再)   | 北の楽園・北海道 厳寒の釣り旅情                                              | サクラマス                                 | 北海道                             | 菅原正志                       |                   |
| 4  | 前編 | 2008年4月7日 2008年4月21日(再)    | マレーシアの熱帯雨林に潜む虹色の雷魚を求めて                                 | トーマン                                   | マレーシア                         | 田辺哲男                       |                   |
| 4  | 後編 | 2008年4月14日 2008年4月28日(再)   | マレーシアの熱帯雨林に潜む虹色の雷魚を求めて                                 | トーマン                                   | マレーシア                         | 田辺哲男                       |                   |
| 5  | 前編 | 2008年5月5日 2008年5月19日(再)    | アジア屈指の世界都市・香港！未開の海に投げ釣りの楽園を拓く                   | シロギス                                   | 香港                               | 日置淳                         |                   |
| 5  | 後編 | 2008年5月12日 2008年5月26日(再)   | アジア屈指の世界都市・香港！未開の海に投げ釣りの楽園を拓く                   | シロギス                                   | 香港                               | 日置淳                         |                   |
| 6  | 前編 | 2008年6月2日 2008年6月16日(再)    | 本流大物師の挑戦！カナダの清流にスチールヘッドの影を追う                     | スチールヘッド                             | カナダ                             | 細山長司                       |                   |
| 6  | 後編 | 2008年6月9日 2008年6月23日(再)    | 本流大物師の挑戦！カナダの清流にスチールヘッドの影を追う                     | スチールヘッド                             | カナダ                             | 細山長司                       |                   |
| 7  | 前編 | 2008年7月7日 2008年7月21日(再)    | 最後の秘境！パプアニューギニアに棲む巨大魚・バラマンディ                     | バラマンディ                               | パプアニューギニア                 | 村田基                         |                   |
| 7  | 後編 | 2008年7月14日 2008年7月28日(再)   | 最後の秘境！パプアニューギニアに棲む巨大魚・バラマンディ                     | バラマンディ                               | パプアニューギニア                 | 村田基                         |                   |
| 8  | 前編 | 2008年8月4日 2008年8月18日(再)    | 日本スタイルが急増中！韓国へらぶな釣行                                       | ヘラブナ                                   | 韓国                               | 小山圭造                       |                   |
| 8  | 後編 | 2008年8月11日 2008年8月25日(再)   | 日本の伝統釣技で挑む！韓国の清流に鮎を求めて                                 | 鮎                                         | 韓国                               | 小倉吉弘                       |                   |
| 9  | 前編 | 2008年9月1日 2008年9月15日(再)    | 世界最大のカレイ・ハリバット！最後の辺境・北米アラスカで半世紀の憧れと出会う | オヒョウ                                   | アメリカ合衆国・アラスカ州         | 藤井魚聖                       |                   |
| 9  | 後編 | 2008年9月8日 2008年9月22日(再)    | 世界最大のカレイ・ハリバット！最後の辺境・北米アラスカで半世紀の憧れと出会う | オヒョウ                                   | アメリカ合衆国・アラスカ州         | 藤井魚聖                       |                   |
| 10 | 前編 | 2008年10月6日 2008年10月20日(再)  | 大自然のワンダーランド！イエローストーンのネイティブトラウトを追う           | 虹鱒                                       | アメリカ合衆国・イエローストーン   | 里見栄正                       |                   |
| 10 | 後編 | 2008年10月13日 2008年10月27日(再) | 大自然のワンダーランド！イエローストーンのネイティブトラウトを追う           | 虹鱒                                       | アメリカ合衆国・イエローストーン   | 里見栄正                       |                   |
| 11 | 前編 | 2008年11月3日 2008年11月17日(再)  | 森と湖の神秘の国！フィンランド ノーザンパイクを追う                          | ノーザンパイク                             | フィンランド                       | 村田基                         |                   |
| 11 | 後編 | 2008年11月10日 2008年11月24日(再) | 森と湖の神秘の国！フィンランド 激流のブラウントラウトを追う                  | ブラウントラウト                           | フィンランド                       | 村田基                         |                   |
| 12 | 前編 | 2008年12月1日 2008年12月15日(再)  | ハワイ・カウアイ島！紺碧の大海原にカンパチを求めて                           | カンパチ                                   | アメリカ合衆国・ハワイ州           | 菅原正志                       |                   |
| 12 | 後編 | 2008年12月8日 2008年12月22日(再)  | ハワイ・カウアイ島！紺碧の大海原にカンパチを求めて                           | カンパチ                                   | アメリカ合衆国・ハワイ州           | 菅原正志                       |                   |
| SP |      | 2009年1月4日                      | 地球！夢の楽園紀行スペシャル アングラー達の挑戦 〜ニュージーランド編〜       | 鯛、ヒラマサ、ブラウントラウト             | ニュージーランド                   | 佐々木洋三、江頭弘則、里見栄正 |                   |
| 13 | 前編 | 2009年1月5日 2009年1月19日(再)    | 豪州が誇る野生美古代魚サザン・サラトガを追う                                 | サラトガ                                   | オーストラリア                     | 田辺哲男                       |                   |
| 13 | 後編 | 2009年1月12日 2009年1月26日(再)   | 豪州が誇る野生美古代魚サザン・サラトガを追う                                 | サラトガ                                   | オーストラリア                     | 田辺哲男                       |                   |
| 14 | 前編 | 2009年2月2日 2009年2月16日(再)    | 和製ルアーで挑戦！ニュージーランド・北島のマダイ                             | マダイ                                     | ニュージーランド                   | 佐々木洋三                     |                   |
| 14 | 後編 | 2009年2月9日 2009年2月23日(再)    | 和製ルアーで挑戦！ニュージーランド・北島のマダイ                             | マダイ                                     | ニュージーランド                   | 佐々木洋三                     |                   |
| 15 | 前編 | 2009年3月2日 2009年3月16日(再)    | カリスマ原点回帰！南の楽園トンガ王国でショアからGTを狙う！                   | ロウニンアジ                               | トンガ王国                         | 福井健三郎                     |                   |
| 15 | 後編 | 2009年3月9日 2009年3月23日(再)    | カリスマ原点回帰！南の楽園トンガ王国でショアからGTを狙う！                   | ロウニンアジ                               | トンガ王国                         | 福井健三郎                     |                   |
| 16 | 前編 | 2009年4月6日 2009年4月20日(再)    | 東南アジアの都市国家 シンガポールの海                                        |                                            | シンガポール                       | 永井裕策、永浜いりあ           |                   |
| 16 | 後編 | 2009年4月13日 2009年4月27日(再)   | 東南アジアの都市国家 シンガポールの海                                        |                                            | シンガポール                       | 永井裕策、永浜いりあ           |                   |
| 17 | 前編 | 2009年5月4日 2009年5月18日(再)    | 緑と紺碧の島・ニュージーランド ロック＆ボート 大物釣りの真髄                 | ヒラマサ                                   | ニュージーランド                   | 高橋哲也                       |                   |
| 17 | 後編 | 2009年5月11日 2009年5月25日(再)   | 緑と紺碧の島・ニュージーランド ロックフィッシングに魅せられて                | ヒラマサ                                   | ニュージーランド                   | 高橋哲也                       |                   |
| 18 | 前編 | 2009年6月1日 2009年6月15日(再)    | 自然の楽園、アメリカ合衆国フロリダにビッグワンを追う                         | スヌーク                                   | アメリカ合衆国・フロリダ州         | 村田基                         |                   |
| 18 | 後編 | 2009年6月8日 2009年6月22日(再)    | 自然の楽園、アメリカ合衆国フロリダにビッグワンを追う                         | スヌーク                                   | アメリカ合衆国・フロリダ州         | 村田基                         |                   |
| 19 | 前編 | 2009年7月6日 2009年7月20日(再)    | 中国大陸・花の都昆明でヘラ釣り                                               | ヘラブナ                                   | 中華人民共和国                     | 伊藤さとし、児島玲子           |                   |
| 19 | 後編 | 2009年7月13日 2009年7月27日(再)   | 中国大陸・花の都昆明でヘラ釣り                                               | ヘラブナ                                   | 中華人民共和国                     | 伊藤さとし、児島玲子           |                   |
| 20 | 前編 | 2009年8月3日 2009年8月17日(再)    | バスの聖地メキシコ・レイクバカラックに巨大バスを追う                         | ブラックバス                               | メキシコ                           | 田辺哲男                       |                   |
| 20 | 後編 | 2009年8月10日 2009年8月31日(再)   | バスの聖地メキシコ・レイクバカラックに巨大バスを追う                         | ブラックバス                               | メキシコ                           | 田辺哲男                       |                   |
| 21 | 前編 | 2009年9月7日 2009年9月21日(再)    | 憧れの古代魚ホワイトスタージオン 世界記録級との激闘                          | ホワイトスタージオン                       | カナダ                             | 村田基                         |                   |
| 21 | 後編 | 2009年9月14日 2009年9月28日(再)   | 憧れの古代魚ホワイトスタージオン 世界記録級との激闘                          | ホワイトスタージオン                       | カナダ                             | 村田基                         |                   |
| 22 | 前編 | 2009年10月5日 2009年10月19日(再)  | 赤道直下・絶海の楽園クリスマス島で憧れのボーンフィッシュと出会う             | ボーンフィッシュ                           | キリバス共和国・クリスマス島       | 安田龍司                       |                   |
| 22 | 後編 | 2009年10月12日 2009年10月26日(再) | 赤道直下・絶海の楽園クリスマス島で憧れのボーンフィッシュと出会う             | ボーンフィッシュ                           | キリバス共和国・クリスマス島       | 安田龍司                       |                   |
| 23 |      | 2009年11月2日 2009年11月16日(再)  | 韓国西海ジギングゲーム ヒラマサの楽園・開拓ロマン                            | ヒラマサ                                   | 韓国                               | 佐々木洋三                     |                   |
| 24 |      | 2009年11月9日 2009年11月23日(再)  | 堀田光哉が挑戦！カリフォルニアにヒラメを追う                                 | ヒラメ                                     | アメリカ合衆国・カリフォルニア州   | 堀田光哉                       |                   |
| 25 |      | 2009年12月7日 2009年12月14日(再)  | アジアの南国リゾート・セブ島近海でハタ狙い                                   | ハタ                                       | フィリピン・セブ州                 | 藤井魚聖                       | SHIMANO TV未配信  |
| 26 |      | 2009年12月21日 2009年12月28日(再) | 美しい海・山岳渓流・憧れの巨大魚再び！夢の楽園総集編                         |                                            |                                    | 菅原正志、田辺哲男             |                   |
| 27 | 前編 | 2010年1月4日 2010年1月18日(再)    | 新たなる楽園を探して・・・ニュージーランドのアオリイカ                       | アオリイカ                                 | ニュージーランド                   | 佐々木洋三                     |                   |
| 27 | 後編 | 2010年1月11日 2010年1月25日(再)   | 新たなる楽園を探して・・・ニュージーランドのアオリイカ                       | アオリイカ                                 | ニュージーランド                   | 佐々木洋三                     |                   |
| 28 | 前編 | 2010年2月1日 2010年2月15日(再)    | 地球の裏側アルゼンチンで黄金の魚ドラードを追う                               | ドラド                                     | アルゼンチン                       | 辺見哲也                       |                   |
| 28 | 後編 | 2010年2月8日 2010年2月22日(再)    | 地球の裏側アルゼンチンで黄金の魚ドラードを追う                               | ドラド                                     | アルゼンチン                       | 辺見哲也                       |                   |
| 29 | 前編 | 2010年3月8日 2010年3月22日(再)    | 迫力！スタンディングファイトで挑む中米グアテマラ・ビルフィッシュ舞う豊穣の海 | ビルフィッシュ                             | グアテマラ共和国                   | 福井健三郎                     |                   |
| 29 | 後編 | 2010年3月15日 2010年3月29日(再)   | 迫力！スタンディングファイトで挑む中米グアテマラ・ビルフィッシュ舞う豊穣の海 | ビルフィッシュ                             | グアテマラ共和国                   | 福井健三郎                     |                   |
| 30 |      | 2010年4月5日 2010年4月12日(再)    | 夢のフィールド メキシコ レイクバカラック                                     | ブラックバス                               | メキシコ                           | 村田基                         |                   |
| 31 |      | 2010年4月19日 2010年4月26日(再)   | 世界のリゾート・ハワイ島 ビッグアイランドで魅惑のソルトゲーム                | カンパチ・カスミアジ                       | アメリカ合衆国・ハワイ州           | 松田正弘                       |                   |
| 32 | 前編 | 2010年5月3日 2010年5月17日(再)    | ナイルの賜物・エジプトナイルの賜物・エジプト                                 | ナイルパーチ                               | エジプト                           | 田辺哲男                       |                   |
| 32 | 後編 | 2010年5月10日 2010年5月24日(再)   | ナイルの賜物・エジプトナイルの賜物・エジプト                                 | ナイルパーチ                               | エジプト                           | 田辺哲男                       |                   |
| 33 | 前編 | 2010年6月7日 2010年6月21日(再)    | 世界都市ニューヨーク 大都会の好敵手！ストライプドバス                        | ストライプドバス                           | アメリカ合衆国・ニューヨーク       | 菅原正志                       |                   |
| 33 | 後編 | 2010年6月14日 2010年6月28日(再)   | 世界都市ニューヨーク 大都会の好敵手！ストライプドバス                        | ストライプドバス                           | アメリカ合衆国・ニューヨーク       | 菅原正志                       |                   |
| 34 | 前編 | 2010年7月5日 2010年7月19日(再)    | ムギイカ・ソイ・カレイ・アイナメ…藤井魚聖の生まれ故郷、北海道和竿の旅        | ムギイカ・ソイ・カレイ・アイナメ           | 北海道函館市                       | 藤井魚聖                       |                   |
| 34 | 後編 | 2010年7月12日 2010年7月26日(再)   | ムギイカ・ソイ・カレイ・アイナメ…藤井魚聖の生まれ故郷、北海道和竿の旅        | ムギイカ・ソイ・カレイ・アイナメ           | 北海道函館市                       | 藤井魚聖                       |                   |
| 35 | 前編 | 2010年8月2日 2010年8月16日(再)    | ミクロネシアの楽園・ヤップ島 未開の海に新しいゲーム拓く                      | ロウニンアジ                               | ミクロネシア・ヤップ州             | 田辺哲男                       |                   |
| 35 | 後編 | 2010年8月9日 2010年8月23日(再)    | ミクロネシアの楽園・ヤップ島 未開の海に新しいゲーム拓く                      | ロウニンアジ                               | ミクロネシア・ヤップ州             | 田辺哲男                       |                   |
| 36 | 前編 | 2010年9月6日 2010年9月20日(再)    | アメリカ・フロリダ州 プロアングラーと家族の肖像                              | ブラックバス                               | アメリカ合衆国・フロリダ州         | バーニーシュルツ               |                   |
| 36 | 後編 | 2010年9月13日 2010年9月27日(再)   | アメリカ・フロリダ州 プロアングラーと家族の肖像                              | ブラックバス                               | アメリカ合衆国・フロリダ州         | バーニーシュルツ               |                   |
| 37 | 前編 | 2010年10月4日                     | 本流大物師の世界 細山長司の釣り紀行                                          | アメマス、イトウ                           | 北海道                             | 細山長司                       |                   |
| 37 | 後編 | 2010年10月11日                    | 本流大物師の世界 細山長司の釣り紀行                                          | ワカサギ                                   | 北アルプス                         | 細山長司                       |                   |
| 38 | 前編 | 2010年10月18日                    | 日本一の広大なフィールド世界に誇る琵琶湖のビッグバス                         | ブラックバス                               | 滋賀県琵琶湖                       | 杉戸繁伸、大仲正樹             |                   |
| 38 | 後編 | 2010年10月25日                    | 日本一の広大なフィールド世界に誇る琵琶湖のビッグバス                         | ブラックバス                               | 滋賀県琵琶湖                       | 杉戸繁伸、大仲正樹             |                   |
| 39 | 前編 | 2010年11月1日                     | ヘラブナブームに沸く！最新韓国ヘラ釣行記                                     | ヘラブナ                                   | 韓国                               | 萩野孝之                       |                   |
| 39 | 後編 | 2010年11月8日                     | ヘラブナブームに沸く！最新韓国ヘラ釣行記                                     | ヘラブナ                                   | 韓国                               | 萩野孝之                       |                   |
| 40 | 前編 | 2010年11月15日                    | 四国横断・名礁巡り 磯釣りの楽園で秋の息吹に触れる                            | メジナ                                     | 徳島県美波町                       | 山元八郎                       |                   |
| 40 | 後編 | 2010年11月22日                    | 四国横断・名礁巡り 磯釣りの楽園で秋の息吹に触れる                            | メジナ                                     | 愛媛県・矢が浜                     | 山元八郎                       |                   |
| 41 | 前編 | 2010年12月6日                     | 南半球オーストラリア フレーザー島にフラッドヘッドを追う                      | コチ                                       | オーストラリア・クイーンズランド州 | 堀田光哉                       |                   |
| 41 | 後編 | 2010年12月13日                    | 南半球オーストラリア フレーザー島にフラッドヘッドを追う                      | コチ                                       | オーストラリア・クイーンズランド州 | 堀田光哉                       |                   |
| 42 |      | 2010年12月20日                    | 東京都亜熱帯区・八丈島 常春の島で黒潮暖流に浸る                              | カンパチ                                   | 東京都・八丈島                     | 中山隆夫                       |                   |
| 43 |      | 2010年12月27日                    | 三陸・宮古沖 親潮海流に北海の魚影を追う                                      | ナメタガレイ                               | 岩手県・三陸沖                     | 菅原正                         | OWNER MOVIE未配信 |
| 44 |      | 2011年1月10日                     | 種子島の磯際にゴーストの魚影を追う                                           | ヒラスズキ                                 | 鹿児島県・種子島                   | 武田栄                         |                   |
| 45 | 前編 | 2011年1月17日                     | 全米を旅する日本人トーナメンター ブラックバスに賭ける、我が選択！            | ブラックバス                               | アメリカ合衆国・アラバマ州         | 桐山孝太郎                     |                   |
| 45 | 後編 | 2011年1月24日                     | 全米を旅する日本人トーナメンター ブラックバスに賭ける、我が選択！            | ブラックバス                               | アメリカ合衆国・アラバマ州         | 桐山孝太郎                     |                   |
| 46 |      | 2011年1月31日                     | 愛すべき生まれ育った海 南房総おかっぱりルアー釣行                            | メバル、アジ、ヒラメ                       | 千葉県・大原                       | 渡辺長士                       |                   |
| 47 | 前編 | 2011年2月7日                      | 船釣りに捧げる人生 マダイ名人の素顔に迫る                                    | マダイ                                     | 新潟県                             | 永井裕策                       |                   |
| 47 | 後編 | 2011年2月14日                     | 船釣りに捧げる人生 マダイ名人の素顔に迫る                                    | マダイ                                     | 新潟県                             | 永井裕策                       |                   |
| 48 | 前編 | 2011年2月21日                     | 修練の海に思いを馳せる 沖縄のジャイアントトレバリー                          | ロウニンアジ                               | 沖縄県                             | 平松慶                         |                   |
| 48 | 後編 | 2011年2月28日                     | 修練の海に思いを馳せる 沖縄のジャイアントトレバリー                          | ロウニンアジ                               | 沖縄県                             | 平松慶                         |                   |
| 49 | 前編 | 2011年3月7日                      | 磯に馳せた半世紀 グレ釣り人生に一片の悔い無し                                | メジナ                                     | 愛媛県日振島、矢が浜               | 宮川明                         |                   |
| 49 | 後編 | 2011年3月14日                     | 磯に馳せた半世紀 グレ釣り人生に一片の悔い無し                                | メジナ                                     | 愛媛県日振島、矢が浜               | 宮川明                         |                   |
| 50 |      | 2011年3月21日                     | 解禁が早春の訪れを告げる 岐阜県益田川水系                                    | 鮎                                         | 岐阜県                             | 天野勝利                       |                   |
| 51 |      | 2011年3月28日                     | 魂の底物釣り 幻の巨大クチジロを追う                                          | イシガキダイ                               | 鹿児島県・種子島                   | 藤原敏伸                       |                   |

## 素晴らしい地球 world fishing traveler
2012年5月7日にVanquishのプロモーションとしてシマノTVで配信が開始された動画である。
| 配信開始日   | タイトル                                         | 対象魚             | 場所       | 出演者   | 備考 |
| ------------ | ------------------------------------------------ | ------------------ | ---------- | -------- | ---- |
| 2012年5月7日 | 淡水魚最高のファイター タイガーフィッシュを追う! | タイガーフィッシュ | タンザニア | 辺見哲也 |      |

## スタッフ
- ナレーション=菅原正志
- 撮影=五十嵐章司
- 技術=藤波透
- 編集=五十嵐優馬、大関善裕
- MA=石塚亮
- 音楽=阿多野正美
- 企画・構成・演出=龍薗栄武、宇田川圭介、山川鹿太、小林修二
- AP=上田智子
- プロデューサー=鈴木聡(BS-TBS)　五十嵐章司(ビデオレック)
- 製作協力=レックピクチャーズ
- 製作・著作=ビデオレック、BS-TBS